# Нютън Абът
Нютън Абът (на английски: Newton Abbot) е град в югоизточната част на област Девън, Югозападна Англия. Той е административен и стопански център на община Тейбридж. Населението на града към 2001 година е 24 855 жители.
Част от историческото наследство е традиционния годишен фестивал на сиренето и лука – „Cheese and Onion Fayre“. Първоначално провеждан в дните между 5 и 7 ноември в чест на свети Леонард в наши дни фестивала се провежда в началото на септември.

## География
Нютън Абът е разположен на около 22 километра южно от главния град на областта – Ексетър и на около 285 километра югозападно от Лондон.
На 6 километра в източна посока се намира бреговата линия към „английския канал“ известен и с името Ламанша.

## Демография
Изменение на населението за период от две десетилетия 1981 – 2001 година:
| година    | 1981   | 1991   | 2001   |
| --------- | ------ | ------ | ------ |
| население | 20 567 | 23 801 | 24 855 |

## Забележителности
- Кулата свети Леонард (St. Leonard's Tower) – 1220 – 1350 година
- Old Forde House – 1610 година
- Bradley Manor – 1420 година
- The Passmore Edwards Public Library – 1904 година
- Tucker's Maltings
- Ye Olde Cider Bar
- Newton Abbot Town & G.W.R. Museum